# John Sivebæk
John Sivebæk (Vejle, Dinamarca, 25 de octubre de 1961) es un exfutbolista danés, se desempeñaba como lateral derecho. Ha sido internacional en numerosas ocasiones con la selección de fútbol de Dinamarca, y su hijo Christian Sivebæk es también futbolista.[cita requerida]

## Clubes
| Club              | País       | Año         | Partidos | Goles |
| Vejle BK          | Dinamarca  | 1980 - 1985 | 296      | 41    |
| Manchester United | Inglaterra | 1986 - 1987 | 31       | 1     |
| AS Saint-Étienne  | Francia    | 1987 - 1991 | 129      | 1     |
| AS Mónaco         | Mónaco     | 1991 - 1992 | 23       | 0     |
| Pescara           | Italia     | 1992 - 1994 | 61       | 2     |
| Vejle BK          | Dinamarca  | 1994 - 1995 | 0        | 0     |
| Aarhus GF         | Dinamarca  | 1995 - 1997 | 28       | 0     |

## Palmarés
Vejle BK
- Superliga danesa: 1983-84
- Copa de Dinamarca: 1981

Selección de fútbol de Dinamarca
- Eurocopa 1992

- Datos: Q514329